# 圣斯德望教堂 (第戎)
圣斯德望教堂（Église Saint-Étienne）是法国城市第戎一座古老的哥特式天主教堂，现在设有吕德（Rude）博物馆和当地商会。这座教堂兴建于15世纪，17世纪重建，目前耶稣会风格的立面兴建于18世纪。